# Plodnost zemljišta
Plodnost zemljišta se odnosi na sposobnost tla da podržava rast poljoprivrednih biljki, i.e. da pruži biljkama stanište i omogući održive i konzistentne prinose visokog kvaliteta. Plodno zemljište ima sledeća svojstva:
- Sposobnost snabdevanja esencijalnim biljnim nutrijentima i vodom u adekvatnim količinama i proporcijama za biljni rast i reprodukciju; i
- Odsustvo toksičnih supstanci, koje mogu da inhibiraju biljni rast.

Sledeća svojstva doprinose plodnosti zemljišta u većini situacija:
- Dovoljna dubina tla za adekvatan rast korena i zadržavanje vode;
- Dobra unutrašnja drenaža, koja omogućava dovoljno provetravanja za optimalan rast korena (iako neke biljke, kao što je riža, tolerišu plavljenje)
- Gornji sloj zemljišta sa dovoljno zemljišne organske materije za zdravu strukturu zemljišta i zadržavanje vlage tla;
- tla u opsegu 5,5 do 7,0 (podesan za većinu biljki, mada neke preferiraju ili tolerišu kiselije ili alkalnije uslove);
- Adekvatne koncentracije esencijalnih biljnih nutrijenata u formi dostupnoj biljkama;
- Prisustvo opsega mikroorganizama koji podržavaju biljni rast.

U zemljištima koja se koriste za poljoprivredu i druge ljudske aktivnosti, za održavanje plodnosti zemljišta je tipično neophodna primena praksi zemljišne konzervacije. Razlog za to je da erozija zemljišta i druge forme degradacije zemljišta generalno dovode do opadanja kvaliteta u pogledu jednog ili više od gore navedenih aspekata.